# 阿什莉·加德纳
阿什莉·加德纳（英語：Ashleigh Gardner，1997年4月15日—），生于新南威尔士州，澳大利亚女子板球运动员。她曾代表澳大利亚国家队参加2022年英联邦运动会板球比赛，获得一枚金牌。